# Фернандес, Мария Пия
Мария Пия Фернандес Морейра (исп. María Pía Fernández Moreira; род. 1 апреля 1995, Тринидад) — уругвайская легкоатлетка, специалистка по бегу на средние дистанции. Выступает на профессиональном уровне с 2011 года, чемпионка Южной Америки, многократная призёрка Южноамериканских игр и иберо-американских чемпионатов, действующая рекордсменка Уругвая в нескольких дисциплинах, участница летних Олимпийских игр в Токио.

## Биография
Мария Пия Фернандес родилась 1 апреля 1995 года в Тринидаде, Уругвай.
Впервые заявила о себе в лёгкой атлетике в сезоне 2011 года, когда в беге на 800 метров одержала победу на чемпионате Уругвая в Монтевидео.
В 2012 году вошла в состав уругвайской сборной и выступила на юношеском южноамериканском первенстве в Мендосе, где в дисциплине 800 метров завоевала серебряную награду.
В 2013 году на панамериканском юниорском первенстве в Медельине финишировала четвёртой на дистанциях 800 и 1500 метров, тогда как на чемпионате Южной Америки выиграла серебряную медаль в беге на 800 метров.
На Южноамериканских играх 2014 года в Сантьяго в 800-метровой дисциплине пришла к финишу четвёртой. На юниорском мировом первенстве в Юджине в финал не вышла. На домашнем молодёжном южноамериканском первенстве в Монтевидео взяла бронзу в беге на 800 метров и в эстафете 4 × 400 метров, в то время как в беге на 1500 метров стала пятой.
В 2015 году в дисциплине 1500 метров выиграла бронзовую медаль на чемпионате Южной Америки в Лиме, заняла 11-е место на Панамериканских играх в Торонто.
В 2016 году взяла бронзу на иберо-американском чемпионате в Рио-де-Жанейро, выиграла 800 и 1500 метров на молодёжном южноамериканском первенстве в Лиме.
На чемпионате Южной Америки 2017 года в Асунсьоне в беге на 1500 метров финишировала четвёртой.
На Южноамериканских играх 2018 года в Кочабамбе была третьей и второй в дисциплинах 800 и 1500 метров соответственно. На иберо-американском чемпионате в Трухильо получила серебро и золото на дистанциях 1500 и 3000 метров.
В 2019 году в беге на 1500 метров победила на чемпионате Южной Америки в Лиме, стала четвёртой на Всемирной Универсиаде в Неаполе, пятой на Панамериканских играх в Лиме, стартовала на чемпионате мира в Дохе, где в ходе предварительного забега установила ныне действующий национальный рекорд Уругвая на открытом стадионе — 4:09.45.
В 2020 году на южноамериканском чемпионате в помещении в Кочабамбе с ныне действующим национальным рекордом Уругвая 4:31.03 превзошла всех соперниц в дисциплине 1500 метров, тогда как в дисциплине 3000 метров сошла с дистанции.
На чемпионате Южной Америки 2021 года в Гуаякиле стала серебряной призёркой в беге на 1500 метров. Благодаря череде удачных выступлений удостоилась права защищать честь страны на летних Олимпийских играх в Токио — на предварительном квалификационном этапе 1500 метров показала время 4:59.56, чего оказалось недостаточно для выхода в следующую стадию соревнований. Являлась знаменосцем уругвайской делегации на церемонии закрытия Игр.
В 2022 году в беге на 1500 метров заняла пятое место на иберо-американском чемпионате в Ла-Нусии и восьмое место на Южноамериканских играх в Асунсьоне.